# John William Harris
Pour les articles homonymes, voir Harris.
John William Harris est un fermier et un baleinier d’origine britannique, né en 1808 et mort en 1872.
Il est l’un des premiers Européens à s’installer à Poverty Bay en Nouvelle-Zélande. Il y établit la première base de chasse à la baleine et partit pour Sydney y chercher du matériel. C’est au cours de ce voyage qu’il découvre un os d’oiseau géant qui permettra, en 1838, à Sir Richard Owen (1804-1892) de prouver l’existence des Moas dans ce pays. Ses collections sont conservées au Tullie House Museum de Carlisle en Cumbria.